# Wycliffe Juma Oluoch
Wycliffe Juma Oluoch (Nairobi, 6 maggio 1980) è un ex calciatore keniota, di ruolo centrocampista.

## Carriera

### Club
Juma Oluoch iniziò la carriera in patria, con la maglia del Mathare United, per poi passare ai norvegesi del Løv-Ham. Debuttò nell'Adeccoligaen il 9 aprile 2006, sostituendo Jahn-Ove Wiik nella sconfitta per 1-0 sul campo del Bryne.
Si trasferì poi al Nybergsund-Trysil, per cui esordì il 16 maggio 2008, nella sconfitta per 2-1 in casa del Moss. Il 3 maggio 2009 segnò la prima rete in campionato, in questa squadra, nella sconfitta per 2-1 contro il Løv-Ham.
Nel 2011, fu ingaggiato dal Mjølner.

### Nazionale
Conta 2 presenze per il Kenya.